# Pteropelyx grallipes
Lo pteropelice (Pteropelyx grallipes) era un dinosauro erbivoro appartenente agli adrosauri, o dinosauri a becco d'anatra. Visse nel Cretaceo superiore (Campaniano, circa 75 milioni di anni fa) e i suoi resti fossili sono stati ritrovati in Nordamerica (Montana). Potrebbe essere un sinonimo di Corythosaurus.

## Classificazione
Questo dinosauro è stato descritto da Edward Drinker Cope sulla base di numerosi resti fossili postrcranici, che costituiscono uno scheletro quasi completo. Indubbiamente Pteropelyx (il cui nome significa "pelvi alata") è un rappresentante degli adrosauri a causa di numerose caratteristiche dello scheletro, ma non è possibile distinguere a sufficienza questo animale da altri adrosauri lambeosaurini, come Corythosaurus; il cranio, infatti, costituisce un fondamentale tratto caratteristico dei dinosauri a becco d'anatra e spesso permette ai paleontologi di stabilire le differenze morfologiche tra i vari generi. Pteropelyx, essendo sprovvisto di cranio, è stato posto nel calderone dei nomina dubia. Potrebbe in effetti essere un sinonimo di Corythosaurus, descritto qualche anno dopo; in questo caso il nome Pteropelyx avrebbe la priorità. In ogni caso, il nome Pteropelyx non è più stato utilizzato come nome utile da uno studio di Lawrence Lambe del 1902 e l'ultimo studio in cui è stato preso in considerazione è stato fatto da Lull e Wright nel 1942. Un'insolita caratteristica morfologica di Pteropelyx sembrerebbe essere stata la presenza di un ischio snello, cosa aberrante per un presunto lambeosaurino. 